# Vena toracica interna
Le vene toraciche interne (o mammarie interne) sono una coppia di vene pari semplici o duplici, giacché possono talvolta biforcarsi.

## Origine, terminazione e affluenti
Ciascuna vena toracica interna origina dalla confluenza delle vene epigastriche superiori e muscolofreniche, e drena nella vena anonima ipsilaterale. Durante il proprio decorso, ciascuna vena toracica interna riceve quali affluenti le prime nove o dieci vene intercostali anteriori, le vene sottocutanee dell'addome, nonché alcuni rami sternali, mediastinici e perforanti.

## Territorio di drenaggio
Le vene toraciche interne sono preposte al drenaggio di quei territori che fanno capo ai due affluenti, e cioè alle vene epigastriche superiori e muscolofreniche, venae comitantes delle rispettive arterie. Sicché il territorio di drenaggio corrisponde agli spazi intercostali, al diaframma e ai muscoli anterolaterali dell'addome.

## Anastomosi cavocavali
Le vene toraciche interne, oltre a drenare sangue refluo dalle regioni sovradiaframmatiche, raccolgono anche sangue proveniente dalle regioni sottodiaframmatiche tramite le anastomosi tra le vene epigastriche superiori, affluenti delle vene toraciche interne, e le vene epigastriche inferiori, affluenti delle vene iliache esterne.